# شذوذ إبشتاين
شذوذ إبشتاين هو مرض قلبي خلقي يتصف بأن الوريقتين الحاجزية والخلفية للصمام ثلاثي الشرفات مزاحة نحو قمة البطين الأيمن في القلب.

## الأعراض والعلامات
تكون حلقة الصمام في وضعها الطبيعي. ومع ذلك، فإن وريقات الصمام تكون متصلة بجدران وحاجز البطين الأيمن إلى حد ما. ثم يصبح جزء من البطين الأيمن بعد ذلك جزءًا من الأذين الأيمن، مما يسبب كبر الأذين الأيمن وصغر حجم البطين الأيمن التشريحي.
- صوت القلب الثالث (S3)
- صوت القلب الرابع (S4)
- الخبب الثلاثي أو الرباعي بسبب الانقسام واسع النطاق لصوت القلب الأول (S1) والثاني (S2)، بالإضافة إلى صوت القلب الثالث الصاخب مع أو بدون صوت القلب الرابع
- النفخة الانقباضية لارتجاع الصمام ثلاثي الشرف = النفخة شاملة الانقباض أو النفخة الانقباضية المبكرة على طول الحدود اليسرى السفلى لعظمة القص اعتمادا على شدة الارتجاع
- تضخم الأذين الأيمن
- عيوب توصيل البطين الأيمن
- غالبا ما يصاحب شذوذ إبشتاين متلازمة وولف -باركنسون -وايت

## عوامل الخطر
قد يحدث تضخم في الشريان الأبهر. كما أن هناك خطر متزايد لحدوث الشذوذ في الأطفال الرضع الذين تتناول أمهاتهم الليثيوم خلال الأشهر الثلاثة الأولى من الحمل (على الرغم من أن البعض قد شكك في ذلك)، وفي أولئك الذين يعانون من متلازمة وولف -باركنسون -وايت.

## عيوب ذات الصلة
في حين أن شذوذ إيبشتاين يعرف بأنه إزاحة خِلقية للصمام ثلاثي الشرفات نحو قمة البطين الأيمن، إلا أنه غالبًا ما يكون مرتبطًا مع عيوب أخرى.

### عيوب تشريحية
عادة ما توجد عيوب الصمام ثلاثي الشرف التشريحية، مع تضخم الوريقة الأمامية من الصمام. وتوصف الوريقات الأخرى بأنها ملتصقة على بطانة القلب.
حوالي 50٪ من الأفراد الذين يعانون من شذوذ إبشتاين يكون لديهم تحويلة بين الأذين الأيمن والأيسر، إما عيب الحاجز الأذيني أو استدامة الثقب البيضاوي القلبي.

### تشوهات الكهربية
حوالي 50٪ من الأفراد الذين يعانون من شذوذ إبشتاين لديهم أدلة على إصابتهم بمتلازمة وولف -باركينسون -وايت، نتيجة إلى تحول أنسجة البطين الأيمن للأذين الأيمن.

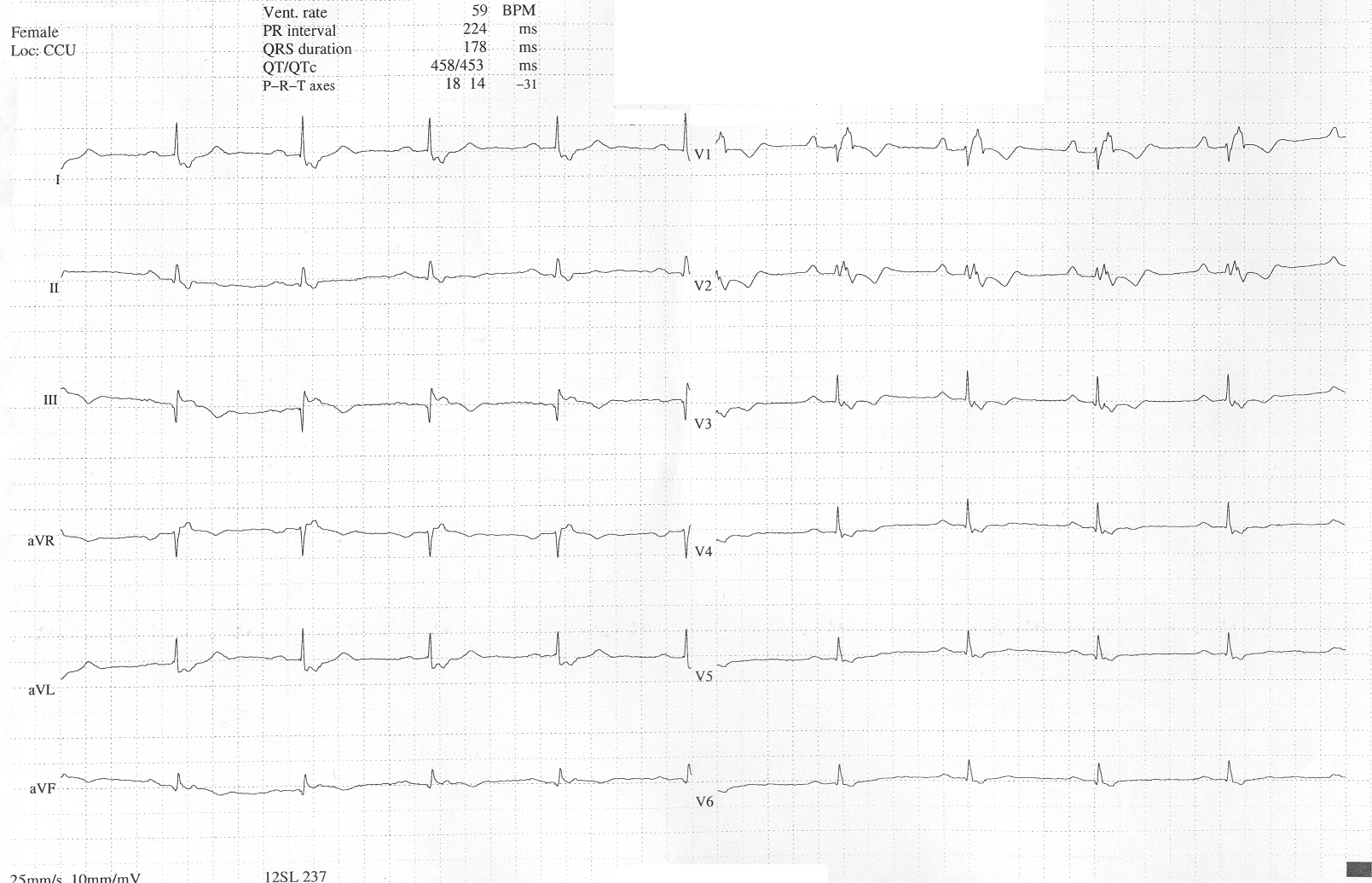
ليد 10 لتخطيط القلب الكهربي لامرأة مصابة بشذوذ إبشتاين: يظهر تخطيط القلب علامات تضخم الأذين الأيمن، ويظهر واضحا في V1. موجات P الأخرى واسعة وطويلة، وتسمى هذه موجات "الهيمالايا". وأيضًا، يمكن رؤية نمط إحصار الخزيمة اليمنى والإحصار الأذيني البطيني من الدرجة الأولى (فاصل PR طويل) بسبب تأخر التوصيل داخل الأذيني. ولا يُرى أي دليل على حزمة كينت في هذه المريضة. كما أن هناك انعكاس للموجة T في V1-4 وموجة Q ملحوظة في الثالث؛ هذه التغييرات هي سمات لشذوذ إبشتاين ولا تعكس تغييرات نقص التروية في المريضة.

وتشمل التشوهات الأخرى التي يمكن رؤيتها على تخطيط القلب ما يلي:
1. علامات تضخم الأذين الأيمن أو طول قامة ووسع موجات «الهيمالايا» P
2. تظهر الدرجة الأولى من الإحصار الأذيني البطيني على شكل فاصل PR طويل
3. انخفاض سعة مركبات QRS اليمنى
4. إحصار الحزيمة اليمنى الشاذ
5. قلب الموجة T في V1-V4، والموجات Q في V1-V4 و II، وIII، وaVF[4]

## العلاج

### الأدوية
تظهر الفسيولوجية القلبية لشذوذ إبشتاين عادة في صورة تسرع أذيني بطيني مصاحب بالمتلازمة السابقة للإثارة. وفي هذه الحالة، يكون الدواء المفضل للعلاج هو بروكاييناميد. ولأن الإحصار الأذيني البطيني قد يعزز التوصيل عبر المسار الثانوي، فمن الممنوع استعمال بعض الأدوية، مثل حاصرات بيتا، وحاصرات قنوات الكالسيوم، وديجوكسين.
إذا حدث الرجفان الأذيني مع المتلازمة السابقة للإثارة، تشمل خيارات العلاج بروكايناميد، وفليكاينيد، وبروبافينون، ودوفتيليد، وإبوتيليد؛ لأن هذه الأدوية تبطئ التوصيل في المسار الملحق المسبب لتسرع القلب، وينبغي إعطاؤها قبل القيام بتقويم نظم القلب الكهربائي. وقد يعالج الأميودارون الوريدي أيضًا الرجفان الأذيني و/ أو يبطئ استجابة البطين.

### الجراحة
وتوصي جمعية القلب والأوعية الدموية الكندية (CCS) بالتدخل الجراحي لهذه المؤشرات:
- القدرة المحدودة على التمرين (التصنيف الوظيفي لجمعية القلب في نيو يورك III-IV)
- زيادة حجم القلب (النسبة القلبية الصدرية أكبر من 65٪)
- الزرقة (تشبع الأكسجين وقت الراحة أقل من 90٪ - المستوى ب)
- ارتجاع الصمام ثلاثي الشرف الشديد مع وجود أعراض
- نوبات نقص التروية العابرة أو السكتة الدماغية

كما توصي جمعية القلب والأوعية الدموية الكندية المرضى الذين يحتاجون إلى عملية لشذوذ إبشتاين بضرورة أن يكون من سيقوم بالجراحة من جراحين عيوب القلب الخلقية الذين لديهم خبرة مخصصة وكبيرة في هذه العملية. وينبغي بذل كل جهد للحفاظ على الصمام ثلاثي الشرفات الأصلي.

## تاريخ
سُمي شذوذ إيبشتاين نسبة إلى ويلهلم إبشتاين، الذي وصف في عام 1866 قلب جوزيف بريشر البالغ من العمر 19 عاما.

## روابط خارجية
- Ebstein's Malformation information from Seattle Children's Hospital Heart Center
- Ebstein's Anomaly at Cardiopedia
- Overview and diagram at عيادة مايو
- Information and support for those affected by Ebstein's anomaly
- Ebstein's anomaly information for parents.